# Assedio di Nauplia (1715)
L'assedio di Nauplia (o assedio di Napoli di Romania) ebbe luogo il 12–20 luglio 1715 durante la seconda guerra di Morea tra l'Impero ottomano e la Repubblica di Venezia. Con tale assedio gli ottomani conquistarono la città di Nauplia, la capitale del "Regno della Morea" della Repubblica di Venezia nella Grecia meridionale.
Sebbene Nauplia fosse interamente fortificata e i Veneziani vi costruirono la fortezza di Palamidi, gli ottomani riuscirono a espugnarli, in gran parte grazie alla preziosa assistenza del colonnello francese La Salle. La guarnigione Veneziana, composta da 2 000 regolari e 1 000 volontari al comando di Alessandro Bon, soccombe sotto l'artiglieria Ottomana il 20 luglio. I difensori veneziani si ritirarono nel panico, portando alla rapida caduta di Acronauplia (la parte antica di Nauplia) e del resto della città. Il presidio e la popolazione furono massacrati o portati via come prigionieri. La caduta di Nauplia segnò l'effettiva fine della resistenza veneziana alla riconquista ottomana della Morea, che fu completata il 7 settembre.